# Josep Pedreny i Mateu
Josep Pedreny i Mateu (La Figuera, ca. 1876 - Barcelona, 1939) fou un periodista català.
Va néixer en una família del Priorat. Era fill de Raimunda Matheu i Malluna. Des de jove militava en la Comunió Tradicionalista. Va estudiar al Seminari de Tortosa, però abandonà els estudis per dedicar-se al periodisme.
L'any 1896 va presidir la Junta Directiva de la Joventut Carlista de la ciutat i va dirigir el diari Correo de Tortosa. Per les seues campanyes va patir persecucions i desterraments. El novembre de 1898 fou jutjat per haber publicat un article titulat Tristezas y esperanzas, que fou considerat pel fiscal com injuriós cap a la magistratura espanyola. Tanmateix, ne fou absolt. Per causa d'un altre article, anomenat Por las Cortes, tornà a ser processat, però al febrer de 1899 va rebre un indult amb altres periodistes carlistes com lo pare Corbató, Benigno Bolaños i d'altres.
Se traslladà a Barcelona i l'any 1903 va ingressar en la redacció d'El Correo Catalán, on va arribar a ser redactor en cap, i es va destacar com a propagandista dels ideals carlistes. Al juliol del 1915 va patir un atemptat amb arma de foc a la impremta del diari, situada al carrer dels Banys. Segons la premsa, només va ser ferit lo caixista, i Pedreny resultà il·lès. No obstant, segons l'historiador carlista Melcior Ferrer, l'autor dels trets, un exaltat aliadòfil, l'hauria arribat a ferir en un braç. Lo 1914 Pedreny també fou redactor en cap de la revista il·lustrada Gráfico Legitimista.
L'any 1919 va romandre lleial al pretendent Don Jaume quan se va produir l'escissió de Juan Vázquez de Mella en lo partit tradicionalista, i va combatre durament les teories del doctor Minguijón des de les columnes d'El Correo Catalán.
Morí a Barcelona el 20 de novembre de 1939. En 20 de febrer de 1940 es van celebrar en sufragi de la seua ànima solemnes funerals a l'església del Pi, als quals van assistir personalitats com lo secretari de la Prefectura provincial de Premsa, Bernabé Oliva; lo director d'El Correo Catalán, Diego Ramírez; i el president de l'Associació de la Premsa Diària de Barcelona, Joan Brugada i Julià.